# ホステス
ホステス（英: hostess）は、ホスト（英: host）の女性形名詞（-ess）。元来は「女主人」の意味。

## 本来の意味
本来、ホステスは客を接遇する専門的知識と技術を持った女性の職業あるいは役割を示すものである。
旅館等の女将（おかみ）などを指し、air hostessは客室乗務員を意味する。
1964年の東京オリンピックでは、外国政府高官などの相手をする者は「社交係」（ホステス）と呼ばれていた。

## 日本における用法
日本の飲食店業界では、明治から大正にかけて増加したカフェーなどで働く女性が「女給仕」を略して女給と呼ばれていたが、のちにもっぱら男性客を接待する女性従業員を指すようになった。
これに対し、戦後の1962年11月に東京観光社交業連合会（東観連）が「女給」では人権無視と蔑視感が伴うとして「社交員」（ホステス）の呼称で統一するようマスコミへ要望した。当初は「社交員」と呼ばれたものの、東京オリンピック開催に伴う国を挙げての国際化指導もあり、1964年にはバー、クラブ、キャバレーの女性従業員のことをホステスと呼ぶことが定着するようになった。
所得税法第204条第6号では、源泉徴収の対象となるホステス等の業務を「キャバレー、ナイトクラブ、バーその他これらに類する施設でフロアにおいて客にダンスをさせ又は客に接待をして遊興若しくは飲食をさせるものにおいて客に侍してその接待をすること」と規定している。
ホステスは就業場所となる店と契約を交わし、軒を借りる形で自主的に顧客に対して営業活動をしているという建前になっている。そのため、専業のホステスは給料制ではなく報酬制である。また、顧客からの収支やツケの踏み倒しなどのリスクをホステスが債務として保証し、一定の期日に店に入金する売掛金保証契約という独特な制度がある。